# ايمانويل بي. هارت
ايمانويل بي. هارت (بالإنجليزية: Emanuel B. Hart)‏ هو محامي وسياسي أمريكي، ولد في 27 أكتوبر 1809 بنيويورك في الولايات المتحدة، وتوفي في 29 أغسطس 1897. حزبياً، نشط في الحزب الديمقراطي. وقد انتخب عضو مجلس النواب الأمريكي.